# Eleanor Worthington Cox
Eleanor Winifred Worthington Cox (Merseyside, 21 giugno 2001) è un'attrice e cantante britannica, attiva in campo teatrale, televisivo e cinematografico.
Nel 2012 ha vinto il Laurence Olivier Award alla migliore attrice in un musical per Matilda the Musical a Londra. Nel 2024 è stata nominata al Laurence Olivier Award alla migliore attrice non protagonista in un musical per Next to Normal.

## Filmografia

### Cinema
- Maleficent, regia di Robert Stromberg (2014)
- Action Point, regia di Tim Kirkby (2018)
- Gwen, regia di William McGregor (2019)

### Televisione
- Cucumber – serie TV, 7 episodi (2015)
- Enfield - Oscure presenze (The Enfield Haunting) – miniserie TV, 3 puntate (2015)
- Hetty Feather – serie TV, 11 episodi (2015-2016)
- Britannia – serie TV, 27 episodi (2018-2021)
- Gli Irregolari di Baker Street (The Irregulars) – serie TV, 1 episodio (2021)